# Kanton Boën-sur-Lignon
Kanton Boën-sur-Lignon (francouzsky Canton de Boën-sur-Lignon) je francouzský kanton v departementu Loire v regionu Rhône-Alpes. Tvoří ho 18 obcí.

## Obce kantonu
- Ailleux
- Arthun
- Boën-sur-Lignon
- Bussy-Albieux
- Cezay
- Débats-Rivière-d'Orpra
- L'Hôpital-sous-Rochefort
- Leigneux
- Marcilly-le-Châtel
- Marcoux
- Montverdun
- Pralong
- Sainte-Agathe-la-Bouteresse
- Saint-Étienne-le-Molard
- Sainte-Foy-Saint-Sulpice
- Saint-Laurent-Rochefort
- Saint-Sixte
- Trelins